# Optimale Regelung
Die optimale Regelung ist ein Prinzip in der Regelungstechnik, um für ein gegebenes System eine optimale Ansteuerung zu finden. Optimal heißt dabei, dass ein Gütemaß {\displaystyle J} minimiert wird. Das Gütemaß bewertet dabei
- den Zeitverlauf der Regelgröße und anderer Zustandsgrößen
- den Zeitverlauf der Stellgröße
- die Dauer des Übergangs

wobei insbesondere der dritte Punkt auch entfallen kann.
Je nach Art des Gütemaßes und der Strecke kann der dabei entstehende Regler linear oder auch nichtlinear sein.
Eine spezielle Form ist die Parameteroptimierung, bei der eine Reglerstruktur vorgegeben ist und nur noch die Reglerparameter entsprechend der Optimierung festgelegt werden. Sie führt letztlich zu Einstellregeln die ohne weiteren Aufwand angewendet werden können.
Die Optimierung im weiteren Sinne geht zunächst von einem allgemeinen Regelgesetz aus.
Mit Hilfe der Variationsrechnung, dem
Maximumprinzip von Pontrjagin
oder dem Optimalitätsprinzip von Bellman kann der gewünschte Regler hergeleitet werden.
Relativ einfache Verhältnisse ergeben sich, wenn die Strecke linear und zeitinvariant ist und ein quadratisches Gütemaß minimiert werden soll. Dann ergibt sich ein lineares Regelgesetz, d. h. der Regler ist ein Zustandsregler mit vollständiger Zustandsrückführung. Da zur Bestimmung der Parameter eine
algebraische Riccati-Gleichung zu lösen ist, wird dieser Regler auch Riccatiregler genannt.

## Allgemeine Lösung für die optimale Regelung über die optimale Steuerung
Eine Möglichkeit, diese optimale Regelung zu finden, ist, zunächst die optimale Steuerung {\displaystyle u} zu finden und aus dieser das optimale Regelgesetz herzuleiten. Dabei wird zunächst das Gütemaß {\displaystyle J} aufgestellt, hinsichtlich dessen die Steuerung optimal sein soll. Zumeist werden dabei zeitoptimale oder quadratische Gütemaße verwendet.
Gütemaß für eine zeit- verbrauchsoptimale Regelung:
{\displaystyle J={\frac {1}{2}}\int _{t_{0}}^{t_{e}}({\underline {x}}^{T}{\underline {Q}}{\underline {x}}+{\underline {u}}^{T}{\underline {R}}{\underline {u}})dt}
Es sind jedoch auch beliebige andere Gütemaße möglich wie z. B. das Lagrangesche Gütemaß oder das Mayersche Gütemaß. Diese sind jedoch alle Spezialfälle des Bolzaschen Gütemaßes:
{\displaystyle J=h({\underline {x}}(t_{e}),t_{e}))+\int _{t_{0}}^{t_{e}}f_{0}({\underline {x}}(t),{\underline {u}}(t),t)dt}
Mit den Zustandsdifferentialgleichungen des Systems:
{\displaystyle {\underline {\dot {x}}}(t)={\underline {f}}({\underline {x}},{\underline {u}},t)}
und den Randbedingungen:
{\displaystyle {\underline {x}}(t_{0})={\underline {x}}_{0},{\underline {x}}(t_{e})={\underline {x}}_{e}}
ist der Vektor gesucht {\displaystyle {x(t) \choose u(t)},t_{0}\leq t\leq t_{e}}, der das Gütemaß zum absoluten Minimum macht.
Dieses Variationsproblem wird zumeist über die Hamilton-Funktion H gelöst, welche auf dem Lagrange-Multiplikator beruht.
Hamilton-Funktion: {\displaystyle H({\underline {x}},{\underline {\psi }},{\underline {u}},t)=-f_{0}({\underline {x}},{\underline {u}},t)+{\underline {\psi }}^{T}{\underline {f}}({\underline {x}},{\underline {u}},t)}
Kanonische Differentialgleichungen:
1. Zustandsdifferentialgleichung: {\displaystyle {\dot {\underline {x}}}={\frac {\partial H}{\partial {\underline {\psi }}}}}
2. adjungte Differentialgleichung: {\displaystyle {\dot {\underline {\psi }}}=-{\frac {\partial H}{\partial {\underline {x}}}}}

Steuerungsgleichung: {\displaystyle {\frac {\partial H}{\partial {\underline {u}}}}={\underline {0}},}
Transversalitätsbedingung: {\displaystyle {\frac {\partial h}{\partial {\underline {x}}}}_{t_{e}}+{\underline {\psi }}(t_{e})-{\frac {\partial {\underline {z}}}{\partial {\underline {x}}}}_{t_{e}}^{T}{\underline {\mu }}={\underline {0}}}
Falls Endpunkt beliebig:
{\displaystyle \psi (t_{e})=-{\frac {\partial H}{\partial {\underline {x}}}}_{t_{e}}}

### Lösungsweg
Für die Lösung des zuvor erläuterten Problems müssen dann folgende Schritte abgearbeitet werden:
1. Die Steuerungsgleichung wird zunächst in die kanonischen Differentialgleichungen eingesetzt und nach {\displaystyle u} umgestellt.
2. Ermittlung der Allgemeinen Lösung für {\displaystyle {\underline {x}}} und {\displaystyle {\underline {\psi }}}
3. Lösung an Randbedingungen  anpassen
4. Einsetzen von {\displaystyle {\underline {c}}({\underline {x}}_{0})} in die Gleichung aus Schritt 2. Die dann wiederum in die Steuerungsgleichung aus Schritt 1 eingesetzt wird. Es ergibt sich der optimale Steuervektor.
5. Für die Lösung des Regelungsproblems ist zusätzlich der folgende Schritt notwendig. Aus den zuvor gefundenen Lösungen muss  {\displaystyle {\underline {x_{0}}}} entfernt werden, indem die erste Gleichung (optimale Trajektorie) nach {\displaystyle {\underline {x_{0}}}} umgestellt und in die zweite eingesetzt wird. Es ergibt sich das optimale Regelungsgesetz.

## Maximumprinzip
In der Realität ist das Stellsignal zumeist begrenzt, sodass das Maximumprinzip und der Satz von Feldbaum (Satz von den n Schaltintervallen) seine Anwendung findet.
Der Satz von Feldbaum besagt:
Ist das System {\displaystyle {\dot {\underline {x}}}={\underline {A}}{\underline {x}}+{\underline {b_{1}}}u_{1}+...+{\underline {b_{p}}}u_{p}} mit der konstanten (n,n)-Matrix {\displaystyle {\underline {A}}} und konstanten Vektoren {\displaystyle {\underline {b_{1}}},\,...,\,{\underline {b_{p}}}} von jedem Eingang aus steuerbar und hat {\displaystyle {\underline {A}}} ausschließlich reelle Eigenwerte, so hat jede Komponente des zeitoptimalen Steuervektors {\displaystyle {\underline {u}}(t)} höchstens n-1 Umschaltungen.
Die Schaltfunktion kann dabei nach dem Maximumprinzip nur die maximalen/minimalen Werte des Stellsignals annehmen.